# Kloster Royaumont
Die Abtei Royaumont liegt in Asnières-sur-Oise im Département Val-d’Oise, etwa 30 Kilometer nördlich von Paris. Es handelt sich um eine Abtei der Zisterzienser, die als Tochterkloster von Kloster Cîteaux zwischen 1228 und 1235 unter der Regierung des Königs Ludwig IX. gebaut wurde und selbst ein Tochterkloster in Italien (Kloster Santa Maria di Real Valle) gründete. Sie diente anfangs auch als Begräbnisstätte für im Kindesalter verstorbene Mitglieder der königlichen Familie (darunter drei Kinder und zwei Enkel Ludwigs IX.), die in der hauptsächlichen Begräbnisstätte der Dynastie, der Basilika Saint-Denis, keine letzte Ruhestätte fanden.
Die Abtei wurde 1791, während der Französischen Revolution, aufgelöst und diente danach teilweise als Steinbruch für eine Fabrik. Die Sakristei, der Kreuzgang und das Refektorium blieben erhalten.
Am 30. Oktober 1836 wurde hier die komische Oper Sérafine von Friedrich von Flotow uraufgeführt, am 10. Juni 1838 dessen Oper Le Comte de Saint-Mégrin (La Duchesse de Guise).
1864 wurde die Abtei von den Schwestern der Heiligen Familie von Bordeaux gekauft und mit religiösem Leben erfüllt.
Im Ersten Weltkrieg war die Abtei von 1915 bis 1919 ein Hospital für britische Militärangehörige, betrieben von Scottish Women’s Hospitals (SWH) und unter Leitung des französischen Roten Kreuzes. Viele Verwundete der Schlacht an der Somme wurden dort behandelt.
Ab 1947 wurde die von Paul Desjardins begründete Tradition der Dekaden von Pontigny von seiner Tochter Anne Heurgon-Desjardins (1899–1977) in Royaumont weitergeführt, bevor diese Veranstaltungen 1952 ins Schloss von Cerisy-la-Salle (Département Manche) wechselten. In Royaumont wurde an dessen Stelle ein neues Kulturzentrum eingerichtet, wie im Folgenden beschrieben.
Im frühen 20. Jahrhundert war die Abtei an die Familie Goüin verkauft worden, die 1964 die „Royaumont-Stiftung“ gründete, die erste private französische Kulturstiftung. Heute ist die Abtei, samt Garten Jardin remarquable, eine Touristenattraktion und gleichzeitig durch die Stiftung ein Kulturzentrum mit fünf verschiedenen Projekten, z. B. zur Literatur und Poesie, zur darstellenden Kunst und zu Literatur-Lesungen.
Die Abtei diente auch als Kulisse für Jean Delannoys Film Les Amitiés particulières sowie für Abfallprodukte der Liebe von Werner Schroeter.

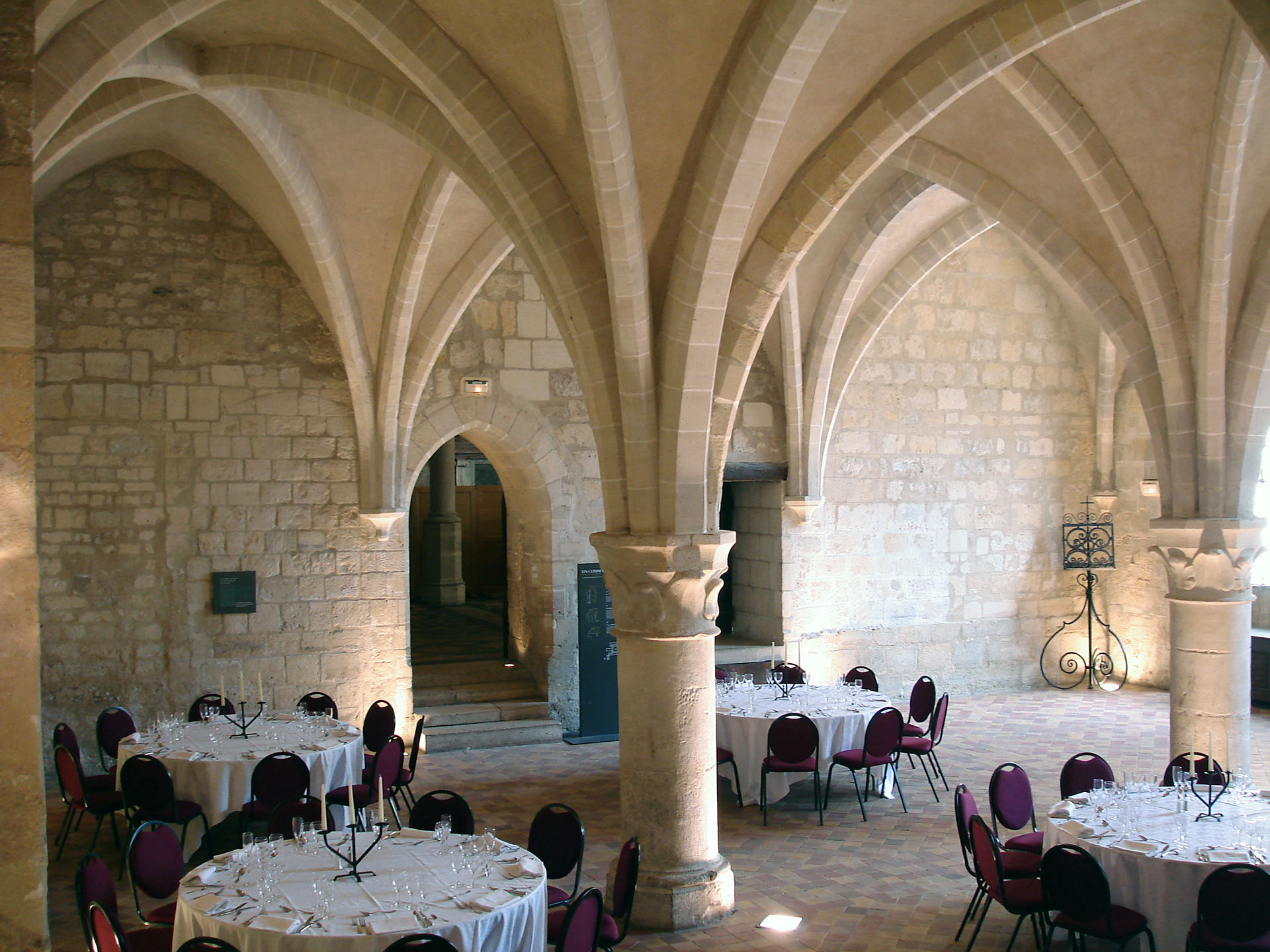
Ursprüngliche Küche
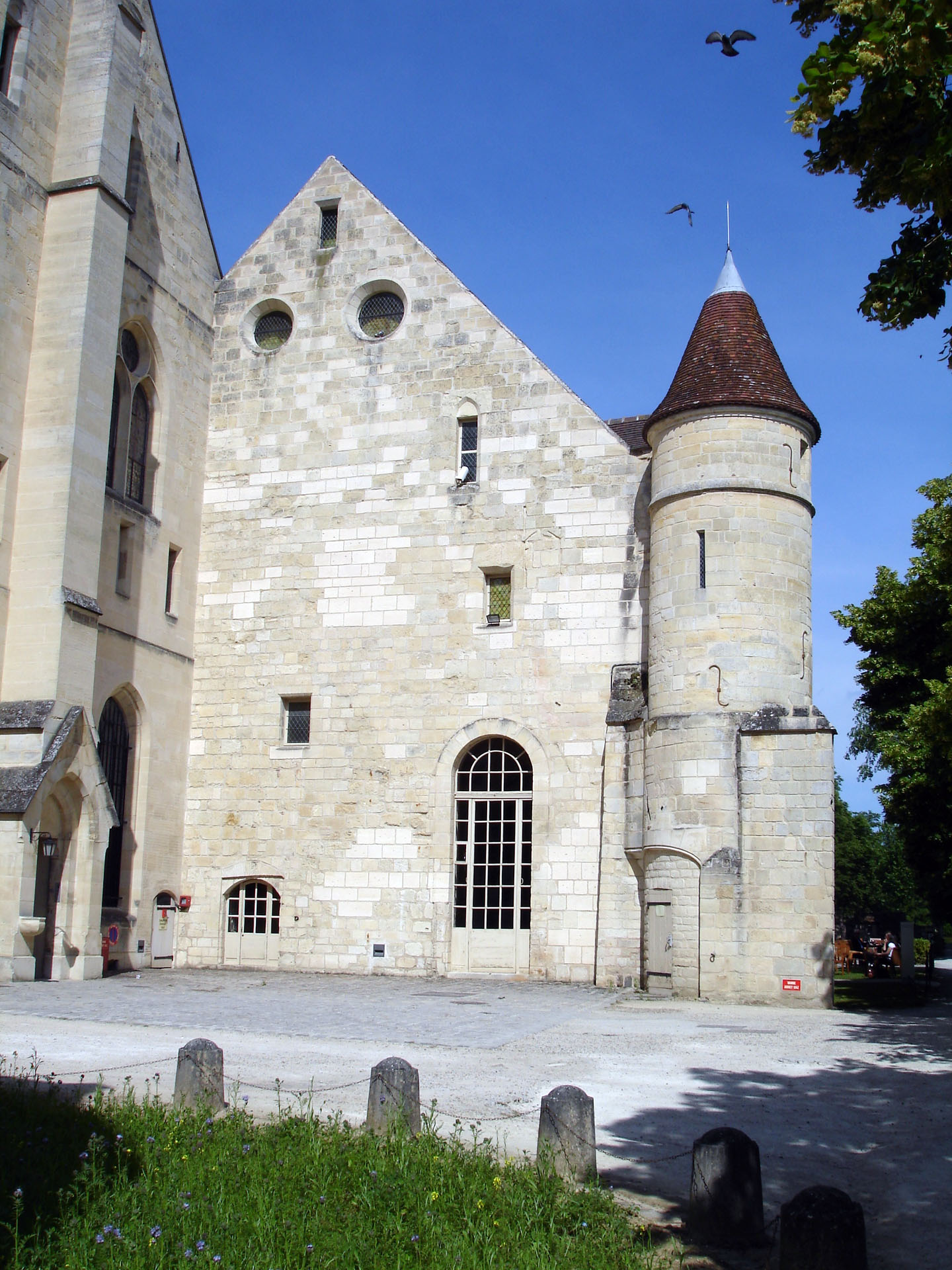
Latrinenhaus mit Westturm
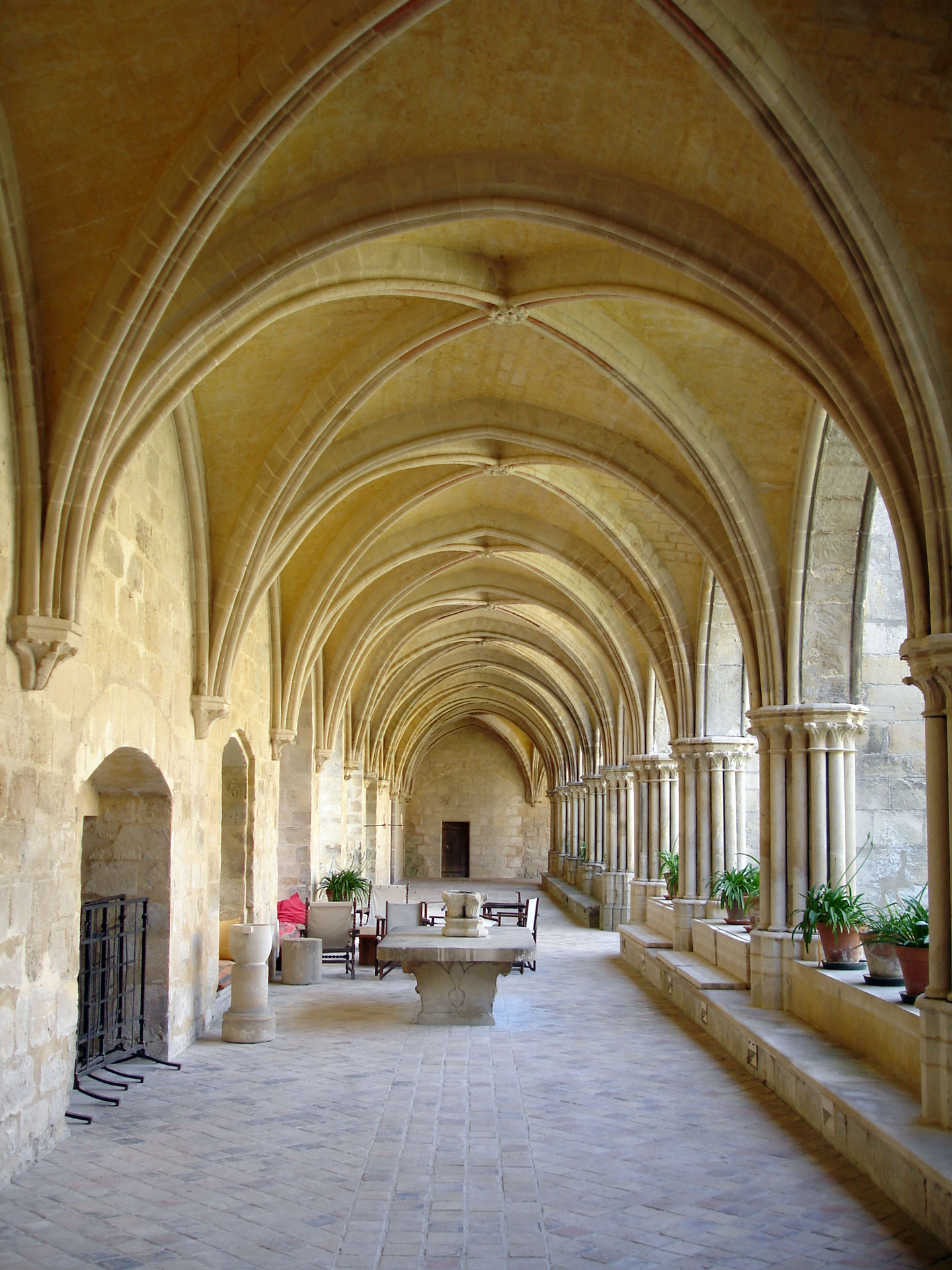
Westteil des Kreuzgangs
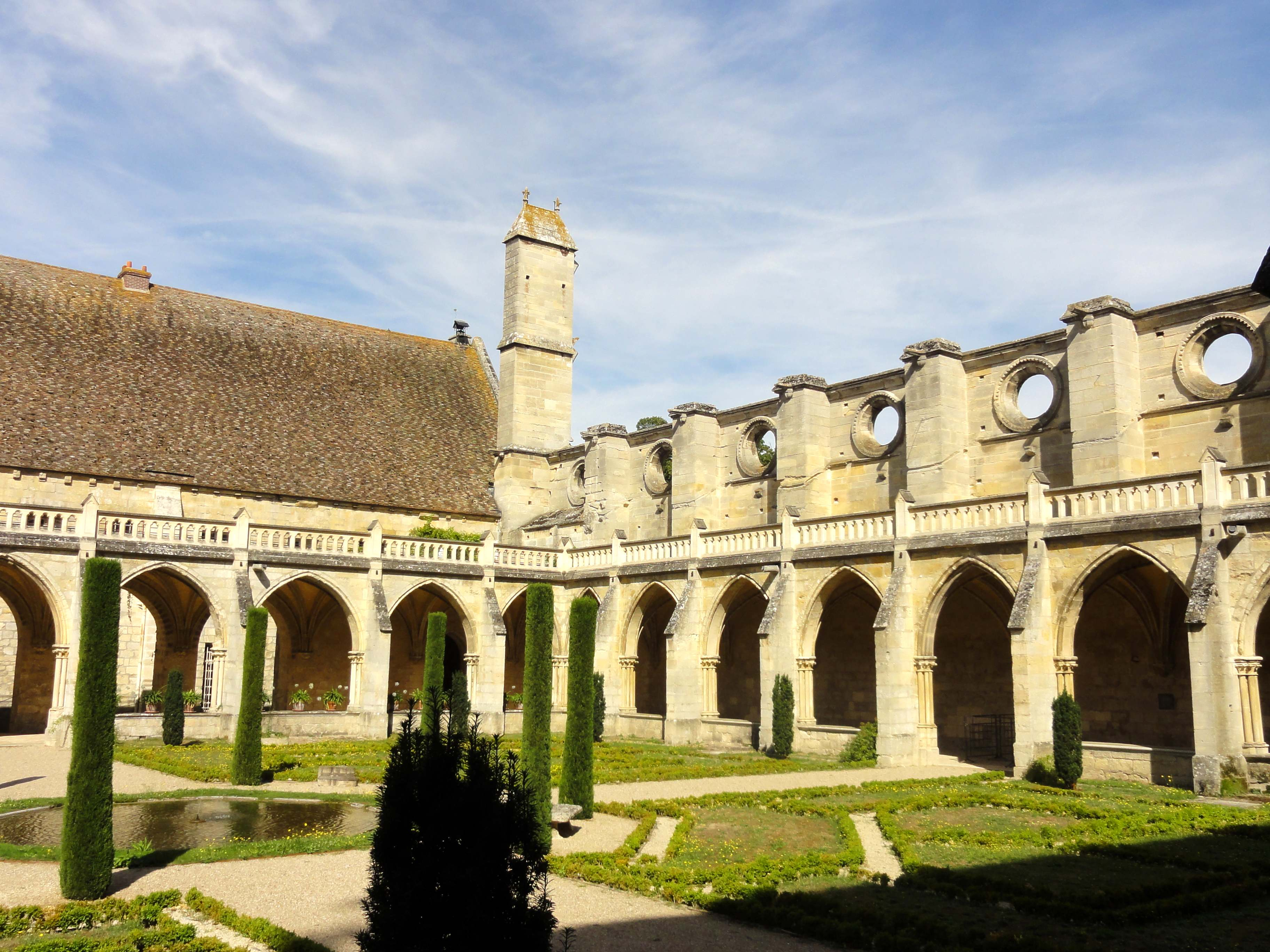
Kreuzgang mit Innenhof
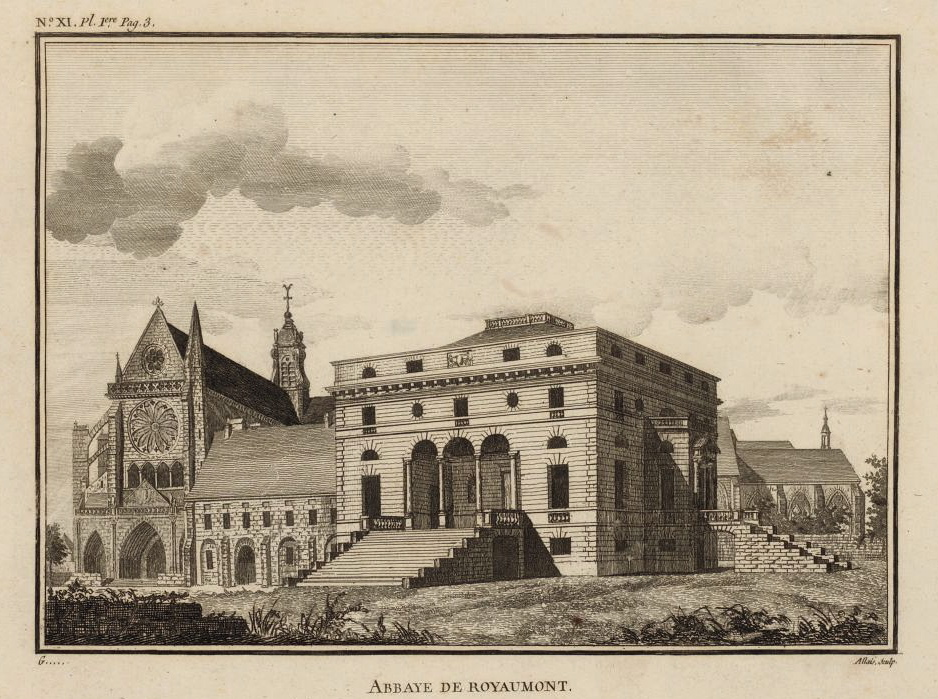
Das Kloster im Jahre 1790
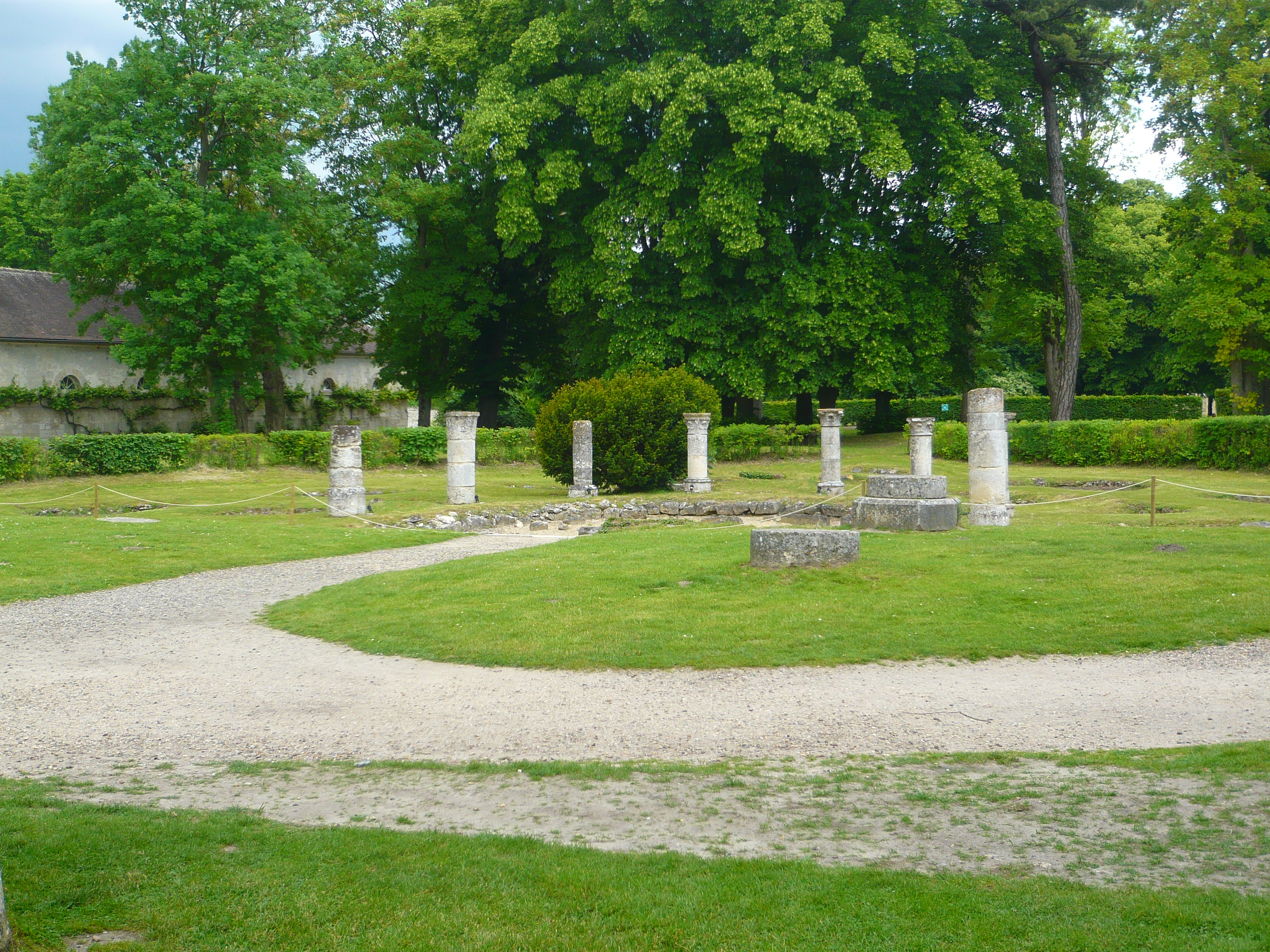
Ruinen des 1792 zerstörten Chores